# 134134 Kristoferdrozd
134134 Kristoferdrozd este o planetă minoră (asteroid), cu un diametru de 5,223 km, din centura de asteroizi. A fost descoperită pe 6 ianuarie 2005 la Catalina Station⁠(d) de Catalina Sky Survey. 
Obiectul prezintă o orbită caracterizată de o semiaxă mare de 3,1094709657612 UAi, o excentricitate de 0,08, o înclinație de 6,7 ° în raport cu ecliptica.